# Vergogne
La vergogne est un mot ancien, tombé en désuétude, et qui signifie généralement la honte.
C'est le successeur de l'aidôs grecque.

## Vocabulaire
Le mot n'est que très rarement utilisé en français, sauf dans l'expression « sans vergogne ». Le mot a conservé un sens courant et usité en italien (vergogna), portugais (vergonha) et espagnol (vergüeña). Les mots « vergogneux », « vergogneuse », « vérécond », « vérécondieux », signifiaient honteux ; un vocabulaire abandant dérive de la verecundia latine (ou du bas latin verconia).
Le dévergondage (de vergondage, réfection savante de vergogne), pouvait signifier l'affranchissement de la honte; ou le basculement vers un état antérieur à l'aidôs.
La spécificité de la vergogne à partir du XVIIIe siècle tend à se dissiper alors que les termes de honte, de pudeur, et d'honneur, notions plus familières auxquelles la vergogne est assimilée tendent à s'imposer.

## Histoire

### Aidôsantique
Aidôs (du grec : Αἰδώς) ou Edos était la déesse grecque de la honte, de la pudeur, du respect et de l'humilité. Aidôs, en tant que qualité, était ce sentiment de révérence ou de honte qui empêche les hommes de faire le mal. Le terme souvent intraduisible recouvre les notions de pudeur, d'honneur, la honte, la modestie, la crainte, le respect; il pouvait aussi avoir des connotations érotiques,. « Il est lié au regard porté sur soi par les autres, interdisant des conduites dont on pourrait rougir. Il est l’expression de la retenue, attitude communément associée à la respectabilité ». Dans le monde romain le mot verecundia tend à s'imposer traduit par « vergogne » par la suite.

### Antiquité romaine
Dans la langue latine républicaine et impériale, notamment chez Cicéron la verecundia, qualifie un comportement de réserve, jugé conforme à un système de valeurs,« qui est la condition en retour du respect de la personne qui s’y plie ». C'est le successeur de l'aidôs grecque,.
À Rome, la moralité des gestes est abordée dans le De officiis par Cicéron, dans le but d'inculquer à son fils les principes de l'éthique stoïcienne; éthique fondée sur la beauté morale et se composant de quatre grandes vertus : la scientia (le discernement de la vérité), la beneficientia (idéal de justice qui incite à donner à chacun ce qui lui appartient), la fortitudo (force ou grandeur d'âme) et la temperantia (la modestie ou la prononciation de chaque mot avec mesure). Il ne s’agit pas d’inculquer ce qui est lié à la mentis agitatio (les turbulences de l’esprit), mais ce que cela a à voir avec l’actio (action et notamment les mouvements du corps). Il faut contrôler les mouvements et attitudes du corps, la manière de marcher, la façon de s'asseoir, la façon de se pencher sur la table, le visage, les yeux, les mains et les mouvements des mains et les mouvements des gestes en général,« la réserve (constantia, verecundia, ces termes sont équivalents) manifestent l'excellence morale et politique »,. Le mot pudor apparaît chez Cicéron. Il coexiste chez les auteurs romains avec verecundia, exprimant tous deux le sens des limites qui ne doivent pas être franchies par un sujet pour rester digne de l'estime collective et de soi ; quand la pudor désigne la conscience morale qui pousse à corriger son comportement, la verecundia, serait elle plus intériorisée.

### Moyen-Âge
Au Moyen Âge, Robert Grosseteste, qui livre la première traduction latine de l'Éthique à Nicomaque, traduit aidos par verecundia. Cette valeur morale est revendiquée par le christianisme latin, par Tertullien puis par Ambroise de Milan. Pour Ambroise de Milan (IVe siècle), associé à la pauvreté, la verecundia trahit une origine élevée (c'est l'origine de l'expression « pauvre honteux »,).
La vergogne se retrouve dans la littérature courtoise, chevaleresque ou arthurienne. La vergogne intervient là où le fin'amor est en échec; avec en prime dans un épisode du Tristan en prose (XIIIe siècle), un Château de Vergoigne Uter, construit par Uther Pendragon pour son vassal, après que ce dernier ait découvert l'adultère du premier avec sa femme.
Thomas d'Aquin (1225-1274) dans la Summa totius theologiae sancti offre une synthèse complète de la verecundia, mêlant les héritages philosophiques aristotélicien et patristique,,. La position essentielle de la vergogne à la fin du Moyen Âge et jusqu’aux XVIIe et XVIIIe siècles provient de ce qu’« elle agit tout aussi efficacement dans la morale religieuse que dans le registre laïc de l’honneur ». La « vergogna » a une importance particulière chez Dante Alighieri (1265-1321) et Boccace (1313-1375). Chez Boccace, en dehors de l’amour, dans le Décaméron, c’est l’affect qui revient le plus souvent, au total plus de cent quarante occurrences). Coluccio Salutati (1331-1406) va restaurer la verecundia « comme vertu sociale, nécessaire à la communauté politique », à une époque où la société florentine est en crise.

### Renaissance
Le déclin de l'efficacité sociale de la vergogne à partir du XVIIIe siècle est en relation avec la déprise de la pastorale de la culpabilité sur les populations et, « parallèlement, avec l’affaiblissement de la valeur de l’honneur dans la fabrication du lien politique et social ». La spécificité de la vergogne tend à se dissiper alors que les termes de honte, de pudeur, et d'honneur, notions plus familières auxquelles la vergogne est assimilée tendent à s'imposer.
Le dévergondage, soit l'affranchissement de la honte, c’est-à-dire après l’abandon de la vergogne est le fait, pour des cultures de transcender la honte, et son affirmation, notamment religieuse.
« Vergogne » ne trouve sa place que dans le burlesque, dans le style le plus bas et le plus simple, comme dans la comédie, l'épigramme, la satire et les discours de raillerie.
Molière, dans Sganarelle ou le Cocu imaginaire. Sganarelle :

« Nous l’avons, et je puis voir à l’aise la trogne

Du malheureux pendard qui cause ma vergogne.

Il ne m’est point connu. »

François de Malherbe (1555, 1628) dans Prière pour le Roy Henry le Grand allant en Limozin,:

« Quand un roi fainéant, la vergogne des princes,

Laissant à ses flatteurs le soin de ses provinces,

Entre les voluptés indignement s’endort,

Quoique l’on dissimule on en fait peu d’estime ;

Et, si la vérité se peut dire sans crime,

C’est avecque plaisir qu’on survit à sa mort. »

## De la vergogne au dévergondage
Dévergondage est défini par référence à dévergondé ou inversement, on y retrouve des termes tels que « sans pudeur », « sans honte » (ce qui est un rappel étymologique à « vergogne »), libertinage (« effronté », scandaleux), « conduite relâchée, déréglée ». Dans le sens figuratif, on trouve des syntagmes tels que « dévergondage d'esprit, d'imagination » donnés sans commentaires. Le Grand Larousse de la langue française donne une définition d'« Écarts par rapport à la normale, dans quelque domaine que ce soit; fantaisie débridée »..
Le Dictionnaire de l'Académie française, édition de 1822, ne reconnaît ce mot que comme adjectif ; l'usage, en a fait par la suite un substantif ; et l'on écrit tous les jours, en parlant de la conduite de quelqu'un : il est d'un dévergondage qui n'a pas de nom. On appelle dévergondé quiconque foule aux pieds non seulement les bonnes mœurs et les bienséances, mais y ajoute encore une publicité qui fait naitre le scandale : quelque chose d'irrégulier caractérise enfin le dévergondage, et en est comme le cachet.
L'expression se glisse régulièrement dans certains écrits du XIXe siècle alors que la censure de la presse est progressivement levée, on parle de « dévergondage littéraire »,,.
Pour Susin dans l'ordre d'évolution de l'Amérique latine; à l’hégémonie du catholicisme baroque a succédé l’affranchissement de la honte, après le « dévergondage » (au sens de l’abandon de la vergogne), « le fait, pour des cultures jusqu’alors plus ou moins cachées, de transcender la honte, et son affirmation, notamment religieuse ».

### Évolution du terme à l'Époque moderne
Il existe en général un souci des convenances tant dans les sociétés archaïques qu'anciennes et médiévales. Au début de l'Époque moderne, les formes de contrôle social sont devenues obsolètes ou vieillissantes, conséquence de la montée de l’individualisme. Avec le puritanisme en Angleterre apparaît une « sociabilité dominée par l’exigence du contrôle de soi » ; dans la « hiérarchie réciproque des sexes », avec le malaise provoqué par la toute-puissance de la conscience, un artifice fut créé probablement « pour libérer le sexe masculin du coût intégral de la constance ». « La femme représenta la pureté, la pudeur, la perfection morale, l’homme incarna l’énergie. ».
Le mot dévergondé a subi diverses révolutions : chez les vieux écrivains, on l'employait comme verbe ; il signifiait alors « atteinte portée à l'honneur d'une femme, soit par la violence, soit par la ruse ». Lors du Duel Carrouges-le Gris, duel judiciaire qui a lieu le 29 décembre 1386 à la suite de la demande faite par Jean de Carrouges, contre Jacques le Gris, qu'il accuse d'avoir violé sa jeune épouse, Marguerite de Thibouville, celle-ci, selon Jean Froissart , lui aurait crié : « Combattez, combattez, mon mari; Jacquet m'a dévergondée ». Bien plus que le bien-être d’une femme, la réputation du mari était en jeu. 
« Devergogner », début XVIIe siècle, notamment dans le répertoire du théâtre comique et burlesque finit par être utilisé pour dire « fouler la honte aux pieds, et fermer les yeux à la pudeur, être effronté » ; tandis que dévergondé(e) finit par être utilisé pour dire « débauché(e), de mauvaise vie, de conduite suspecte et déréglée ».
Le mot « libertin » a désigné tout au long du XVIIe siècle tous les libres penseurs, les raisonneurs et qu'on finira par nommer « philosophes ». Au Siècle des Lumières, ils seront responsables de plus d'une révolution : 

### Dévergondage des mœurs et libertinage
À la mort de Louis XIV en 1715, alors que commence le Siècle des Lumières, le libertinage qui a d'abord pris la forme de libertins érudits cherchant à s'émanciper ou s'affranchir de la métaphysique et de la morale religieuse, va devenir agissant. Le dévergondage des mœurs serait presque la conséquence du dévergondage intellectuel. Raymond Trousson fait remarquer que chez les auteurs libertins, « le terme ne perdra pas tout à fait sa valeur intellectuelle et certaines œuvres, parmi les plus licencieuses, se piqueront encore de faire penser, de fonder un libertinage des mœurs sur un libertinage d'esprit qui se souviendra des audaces des libertins d'antan. ». Le Dom Juan de Molière (1665), qui annonce cynisme libertin du siècle suivant, et qui montre aussi qu'il n'est pas bon d'afficher son impiété à la cour de Louis XIV et dans les salons, succèdent Les liaisons dangereuses (1782) de Pierre Choderlos de Laclos, et son « imagination de dévergondage et ses raffinement d'impiété » ; les femmes, objet du libertinage, motivées par la volonté de liberté et de vengeance, deviennent également actrices (la Marquise de Merteuil). Chez Sade, la pudeur est la « première cible de l’initiation corruptrice du boudoir ». 
Au XIXe siècle, jusqu'au début du XXe siècle, fondée sur l'indignation qu'inspire leur dévergondage — que ce soit chez George Sand, Mauriac, Michelet, Duhamel, Zola ou Colette — sexe et classes sociales vont jouer dans une catégorisation réservée aux femmes; le dévergondage des hommes est rarement stigmatisé comme tel: si les hommes se dévergondent, les dévergondées en sont responsables. George Sand dans Elle et lui,:

« Une femme chaste eût-elle choisi pour amant, parmi les hommes sérieux qui l’entouraient, le seul qui eût mené une vie dissolue avec toutes les pires dévergondées de Paris ? »

### Dévergondage économique: le règne de l'argent
Dans la morale émergente du libéralisme économique, comme d'abord chez Mandeville (1670-1733), apparaît dans une sorte de jubilation, la refonte du lien social ancien, que l'on comprenait sous les termes d'« aidôs » et de « vergogne » (encore dans les mots de Fourier en 1818, et de Leroy-Beaulieu en 1894), et prenant le relais, auquel Georges Orwell attribuera plus tard le nom de « common decency »,.
« Jamais la richesse n’a excité autant d’envie que depuis qu’elle semble accessible à tous. » ; « La vergogne est en train de passer d’usage » . De cette manière s'exprime Anatole Leroy-Beaulieu (1842-1912), dans Le règne de l'argent, article publié en avril et mai 1894 dans La Revue des Deux Mondes, et qui examine la crise morale qui a suivi le scandale politico-financier lié au canal de Panama: « La course à la fortune, voilà le spectacle qu’offrent, presque partout, nos sociétés occidentales. Elles ressemblent à un cirque morne où grands et petits, jeunes et vieux, les parents traînant par la main leurs enfants, courent à l’envi, se renversant en chemin et se foulant aux pieds les uns les autres. » « […] de cette tension de tous nos muscles vers l’argent, ne nous reste-t-il pas, à nous aussi, une déformation physique et morale ? Notre conscience se détériore ; les délicatesses et les pudeurs de l’honnêteté s’oblitèrent. Nos sens de modernes, hystériquement raffinés pour les voluptés perverses, s’émoussent en fait d’honneur et de scrupules. L’argent mal gagné n’a plus mauvaise odeur. Si l’improbité formelle nous choque encore, le mercantilisme pénètre partout : c’est un autre des caractères de notre démocratie. ».
C'est une autre conséquence de la montée de l'individualisme, de l'affranchissement des anciennes valeurs (chrétiennes) ; un « âge rationaliste, émancipé de tout dogme », s’enlisant dans une « misérable et vile idolâtrie », une « sorte de néo-paganisme, moins les dieux de marbre blanc de l’Hellade, et les beaux mythes de l’Olympe », en somme un dévergondage, un basculement vers une situation antérieure à l'aidôs (Orwell dans le Le Quai de Wigan en 1937 forgera l'expression de « common decency » et en fera la pierre d'achoppement du socialisme,; « de là le socialisme, et de là l’anarchisme » a dit Leroy-Beaulieu en 1894).
On peut le faire remonter ce bouleversement au lendemain du siècle de Louis XIV: à la cour du roi soleil, un artifice a été créé, l'hypocrisie, pour ménager la vertu sans décourager le vice, dont le siècle des lumières saura s'affranchir,,. Selon la formule de La Rochefoucauld en 1666, « l'hypocrisie est un hommage que le vice rend à la vertu ».« Lorsque le vice imite la vertu, ce ne peut être que par intérêt : or, imiter la vertu par intérêt, c'est prouver que la vertu est bonne ; et prouver que la vertu est bonne, c'est lui rendre hommage »,. Deux siècles plus tard, Anatole Leroy-Beaulieu reprend la sentence à son compte, restituant à chaque terme le poids que son époque accorde désormais :

« Le vice enrichi ne rend même plus toujours à la vertu le fastidieux hommage de l’hypocrisie. La vergogne est en train de passer d’usage ; le tout est de réussir, le monde n’a plus qu’indulgence pour les correctes vilenies que couvre le succès. Chaque jour accroît le nombre de ceux qui osent s’affranchir des antiques règles d’une morale vieillie. A en croire les plus sincères, la conscience et l’honneur sont des conventions gênantes dont les forts sont en droit de se défaire. »

Charles Fourier (1772-1837) pareillement en 1818, avait parlé, à propos du Siècle des lumière et de la Révolution française, de « dévergondage mercantile », et les anciens Grecs étaient aussi mis à contribution ,.

Sous la plume de Mandeville ce rapport du vice au bénéfice prend la forme du plus grand scandale philosophique de toute l'Europe des Lumières, la Fable des Abeilles, traduite en 1740, brûlée par le bourreau en 1745. Dans sa célèbre fable de 1714 (en anglais The Fable of The Bees: or, Private Vices, Publick Benefits), Mandeville a tenté de démontrer l’universalité des appétits humains pour les plaisirs corporels et soutenu que les efforts des entrepreneurs égoïstes sont à la base de l’émergence de la société commerciale et industrielle ; le vice chez Mandeville, « qui conduit à la recherche de richesses et de puissance, produit involontairement de la vertu parce qu'en libérant les appétits, il apporte une opulence supposée ruisseler du haut en bas de la société » ; les vices privés font les vertus publiques, l’hypocrisie et la duperie de soi ont une force civilisatrice considérable,, :

« Dès que la vertu, instruite par les ruses politiques, eut appris mille heureux tours de finesse, et qu’elle se fut liée d’amitié avec le vice , les plus scélérats faisaient quelque chose pour le bien commun »

— Bernard Mandeville, La Fable des abeilles. 1705 & 1714. Traduction de Jean Bertrand. 1740
Adam Smith (1723 -1790) dans La Richesse des nations, tout en dénonçant l'œuvre de Mandeville en reprendra les grands principes tout en se gardant d'utiliser le mot « vice » dans un sens positif, le remplaçant par « self-love ».

## Vergogne et culpabilité
La honte est une expérience de la rencontre avec autrui, structurante pour le sujet dans son intégration dans une communauté, mais qui peut être aussi envahissante et néfaste, vécue comme la pire des violences, etc. La maladie mentale est constituée des « sentiments douloureux attachés à une faute et à l’attente d’un châtiment » ; selon Freud, la culpabilité puise à une conception judéo-chrétienne de péché originel,. « Entre infériorité, honte, angoisse morale et culpabilité, Freud n’éprouve pas le besoin d’opérer des distinctions », etc..